# منصور بن عبد العزيز آل سعود
الأمير منصور بن عبد العزيز بن عبد الرحمن بن فيصل بن تركي آل سعود (27 ربيع الأول 1337 هـ - 1 نوفمبر 1918 / 25 رجب 1370 هـ - 2 مايو 1951)، هو أحد أعضاء الأسرة المالكة السعودية، شغل سابقاً منصب وزير الدفاع والمفتش العام السعودي حتى وفاته. وهو الإبن الثامن من أبناء الملك عبد العزيز آل سعود الذكور، ووالدته الأميرة شهيدة وهي من أصل أرمني.

## عن حياته
درس الأمير منصور بن عبد العزيز آل سعود في مدرسة الأمراء وتعلم القراءة والكتابة وحفظ القرآن. في عام 1351 هـ - 1932 شارك مع والده في «معركة جازان». كذلك كان سموه مرافقاً لوالده حينما تمت المقابلة الشهيرة بينه وبين الرئيس فرانكلين روزفلت في البحيرات المرة، كما حضر اجتماع الملك عبد العزيز آل سعود مع تشرشل رئيس وزراء المملكة المتحدة في زمن الحرب العالمية الثانية وكان من حاشية والده الرسمية.

## توليه الوزارة
خلال وزارته بدأت حياة عسكرية سعودية جديدة، وأخذت تتحول من النظم القديمة في الجندية إلى النظم الجديدة التي بنيت على العلم والفكر والأسلوب الجديد في الحرب والصراع. وقد عينه والده الملك عبد العزيز آل سعود وزيراً للدفاع وومفتشاً عاماً للجيش، وبدأ بتنظيم أعمال الوزارة، فكان آية في النشاط والدؤوب على العمل أثناء توليه مهام الإدارة إذ قام بوضع الخطط التطويرية لقطاع الجيش، فأسس الثكنات العسكرية في نجد والحجاز وعسير وابتعث العديد من أفراد الجيش إلى الخارج للدراسة والتدريب وجلب الآلات الحديثة للجيش والسلاح وكان أشهرها المسدس الذي سُمّي (وارد منصور) على اسمه، كما ازداد عدد المشاركين في الجيش السعودي بسرعة فائقة حيث بعامين أصبح يقدر عدد العسكر بالجيش بـ20000، وقام بوضع نظام للمكافئات والرواتب في جميع القطاعات العسكرية بمشاركة مالية الدولة. وخلال توليه مهامه شاركت بعض وحدات الجيش في حرب فلسطين عام 1948.

## وفاته
مرض الأمير منصور بن عبدالعزيز آل سعود فقيل له إن في فرنسا من يحسن علاجك، فسافر إليها في عام 1370هـ الموافق لعام 1951م وقد سافر برفقة فيصل بن عبد العزيز آل سعود و خالد بن عبد العزيز آل سعود إلى باريس فكانت فيها منيته إذ أنه بعد هبوط الطائرة سقط في صالة الاستقبال وتوفي وفاة مفاجئة. ونقل إلى السعودية ودفن في مكة المكرمة عن عمر ناهز 32 عاماً.

## أسرته
| الزوجة | أبنائه منها |
| --- | --- |
| الأميرة حصة بنت محمد الشهري (متوفاة، وصلّي عليها بعد صلاة عصر يوم الإثنين الموافق 9 رمضان 1436 هـ في المسجد الحرام بمكة المكرمة) | الأميرة الدكتورة موضي (نائبة شؤون جمعية البيئة السعودية)متزوجة من-الأمير محمد بن سعد الثاني بن عبد الرحمن آل سعود(متوفى) ولها ثلاث أبناء، والأمير طلال (متوفي) |
| الأميرة زهوة بنت عبد العزيز بن سليمان الضبعان                                                                                   | الأميرة نورة (توفيت صغيرة) |